# Герцог Гуардський

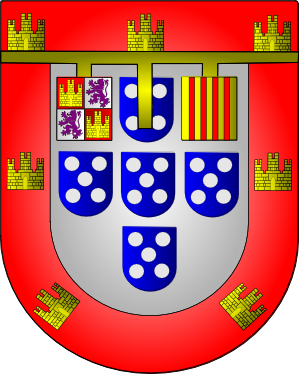
Герб герцогів Гуардських

Ге́рцог Безький (порт. Duque da Guarda) — шляхетний титул у Португальському королівстві. Заснований 5 жовтня 1530 року португальським королем Жуаном ІІІ для свого молодшого брата, інфанта Фернанду. Назва титулу походить від португальського міста Гуарда. Оскільки інфант не мав законних спадкоємців, герцогський титул повернувся до корони після його смерті 7 листопада 1534 року.

## Герцоги
- 1530—1534: Фернанду, син короля Мануела І.